# Associazione Sportiva Siracusa 1947-1948
Questa voce raccoglie le informazioni riguardanti l'Associazione Sportiva Siracusa nelle competizioni ufficiali della stagione 1947-1948.

## Rosa
| N. |                   | Ruolo | Calciatore         |
| -- | ----------------- | ----- | ------------------ |
|    | Italia (bandiera) | P     | Pasquale Atripaldi |
|    | Italia (bandiera) | P     | Remo Peroncelli    |
|    | Italia (bandiera) | D     | Giovanni Cascio    |
|    | Italia (bandiera) | D     | Armando Fallanca   |
|    | Italia (bandiera) | D     | Giuseppe Marchetto |
|    | Italia (bandiera) | C     | U. Ambrogio        |
|    | Italia (bandiera) | C     | Gian Carlo Bossi   |
|    | Italia (bandiera) | C     | Dino Bovoli        |
|    | Italia (bandiera) | C     | Giacomo Mele       |

| N. |                   | Ruolo | Calciatore       |
| -- | ----------------- | ----- | ---------------- |
|    | Italia (bandiera) | C     | Giuseppe Polo    |
|    | Italia (bandiera) | C     | Egizio Rubino    |
|    | Italia (bandiera) | C     | Bruno Ziz        |
|    | Italia (bandiera) | A     | L. Biondi        |
|    | Italia (bandiera) | A     | Luciano Cavaleri |
|    | Italia (bandiera) | A     | A. Gigli         |
|    | Italia (bandiera) | A     | Guido Mazzetti   |
|    | Italia (bandiera) | A     | R. Quindici      |
|    | Italia (bandiera) | A     | Sergio Trevisan  |

## Risultati

### Serie B

#### Girone di andata
| 28 settembre 1947 1ª giornata | Siracusa | 2 – 1 | Empoli |  |

| 21 settembre 1947 2ª giornata | Siracusa | 1 – 2 | Arsenaltaranto |  |

| 28 settembre 1947 3ª giornata | Perugia | 3 – 0 | Siracusa |  |

| 5 ottobre 1947 4ª giornata | Pisa | 2 – 0 | Siracusa |  |

| 12 ottobre 1947 5ª giornata | Siracusa | 2 – 0 | Ternana |  |

| 19 ottobre 1947 6ª giornata | Siracusa | 2 – 0 | Lecce |  |

| 26 ottobre 1947 7ª giornata | Rieti | 5 – 2 | Siracusa |  |

| 2 novembre 1947 8ª giornata | Brindisi | 0 – 0 | Siracusa |  |

| 16 novembre 1947 9ª giornata | Siracusa | 0 – 0 | Cosenza |  |

| 23 novembre 1947 10ª giornata | Anconitana | 4 – 0 | Siracusa |  |

| 30 novembre 1947 11ª giornata | Gubbio | 0 – 0 | Siracusa |  |

| 7 dicembre 1947 12ª giornata | Siracusa | 1 – 0 | Palermo |  |

| 21 dicembre 1947 13ª giornata | Siena | 1 – 0 | Siracusa |  |

| 28 dicembre 1947 14ª giornata | Scafatese | 1 – 1 | Siracusa |  |

| 4 gennaio 1948 15ª giornata | Siracusa | 1 – 0 | Pescara |  |

| 11 gennaio 1948 16ª giornata | Siracusa | 1 – 0 | Nocerina |  |

| 18 gennaio 1948 17ª giornata | Torrese | 0 – 0 | Siracusa |  |

#### Girone di ritorno
| 15 febbraio 1948 18ª giornata | Empoli | 1 – 1 | Siracusa |  |

| 22 febbraio 1948 19ª giornata | Arsenaltaranto | 2 – 2 | Siracusa |  |

| 29 febbraio 1948 20ª giornata | Siracusa | 4 – 0 | Perugia |  |

| 7 marzo 1948 21ª giornata | Siracusa | 1 – 0 | Pisa |  |

| 14 marzo 1948 22ª giornata | Ternana | 1 – 1 | Siracusa |  |

| 21 marzo 1948 23ª giornata | Lecce | 3 – 0 | Siracusa |  |

| 28 marzo 1948 24ª giornata | Siracusa | 2 – 0 | Rieti |  |

| 11 aprile 1948 25ª giornata | Siracusa | 1 – 0 | Brindisi |  |

| 17 aprile 1948 26ª giornata | Cosenza | 1 – 0 | Siracusa |  |

| 25 aprile 1948 27ª giornata | Siracusa | 1 – 0 | Anconitana |  |

| 2 maggio 1948 28ª giornata | Siracusa | 3 – 2 | Gubbio |  |

| 9 maggio 1948 29ª giornata | Palermo | 0 – 1 | Siracusa |  |

| 23 maggio 1948 30ª giornata | Siracusa | 0 – 1 | Siena |  |

| 30 maggio 1948 31ª giornata | Siracusa | 2 – 0 | Scafatese |  |

| 6 giugno 1948 32ª giornata | Pescara | 3 – 0 | Siracusa |  |

| 13 giugno 1948 33ª giornata | Nocerina | 0 – 1 | Siracusa |  |

| 20 giugno 1948 34ª giornata | Siracusa | 3 – 0 | Torrese |  |

## Statistiche

### Statistiche di squadra
| Competizione | Punti | In casa | In casa | In casa | In casa | In casa | In casa | In trasferta | In trasferta | In trasferta | In trasferta | In trasferta | In trasferta | Totale | Totale | Totale | Totale | Totale | Totale | DR |
| Competizione | Punti | G       | V       | N       | P       | Gf      | Gs      | G            | V            | N            | P            | Gf           | Gs           | G      | V      | N      | P      | Gf     | Gs     | DR |
| ------------ | ----- | ------- | ------- | ------- | ------- | ------- | ------- | ------------ | ------------ | ------------ | ------------ | ------------ | ------------ | ------ | ------ | ------ | ------ | ------ | ------ | -- |
| Serie B      | 40    | 17      | 14      | 1       | 2       | 27      | 6       | 17           | 2            | 7            | 8            | 9            | 27           | 34     | 16     | 8      | 10     | 36     | 33     | +3 |
| Totale       | -     | 17      | 14      | 1       | 2       | 27      | 6       | 17           | 2            | 7            | 8            | 9            | 27           | 34     | 16     | 8      | 10     | 36     | 33     | +3 |

### Statistiche dei giocatori
| Giocatore     | Divisione Nazionale | Divisione Nazionale |
| Giocatore     | Presenze            | Reti                |
| ------------- | ------------------- | ------------------- |
| P. Atripaldi  | 7                   | -?                  |
| R. Peroncelli | 27                  | -?                  |
| G. Cascio     | 34                  | ?                   |
| A. Fallanca   | 33                  | ?                   |
| G. Marchetto  | 31                  | ?                   |
| U. Ambrogio   | 4                   | ?                   |
| G. Bossi      | 18                  | ?                   |
| D. Bovoli     | 22                  | ?                   |
| G. Mele       | 20                  | ?                   |
| G. Polo       | 31                  | ?                   |
| E. Rubino     | 34                  | ?                   |
| B. Ziz        | 29                  | ?                   |
| L. Biondi     | 10                  | ?                   |
| L. Cavaleri   | 24                  | 10                  |
| A. Gigli      | 7                   | ?                   |
| G. Mazzetti   | 6                   | ?                   |
| R. Quindici   | 22                  | ?                   |
| S. Trevisan   | 17                  | ?                   |